# バラク・オバマ・シニア
バラク・フセイン・オバマ・シニア（Barack Hussein Obama, Sr.、1936年 6月18日 - 1982年11月24日）は、ケニアの政府系エコノミスト（経済学者）であり、第44代アメリカ合衆国大統領であるバラク・フセイン・オバマ・ジュニアの実父である。

## 概要
バラク・フセイン・オバマ・シニアは、東アフリカがイギリス領であった時代のケニアのニャンザ州シアヤ県にあるニャンゴマ・コゲロ村に生まれた。父フセイン・オニャンゴ・オバマ（Hussein Onyango Obama）の2番目の妻アクム・ハビバ・オバマ（Habiba Akumu Obama）が母である。バラク・オバマは自伝で、オバマ・シニアはイスラム教徒だったものの殆ど無宗教に近かったと述べている。
1950年から1953年にかけて、マセノの公立高校で学ぶ。オバマ・シニアについた教師は「とても目端がきいて、しっかりしている。頼りにできるし、愛想もいい」と記録している。1954年、オバマ・シニアは最初の結婚をする。18歳だった。1959年、トム・ンボヤのつくった制度により経済学の奨学生となる。海外への留学の機会を得た。すでに妻との間に子を儲け、しかも彼女は第2子を宿していたが、オバマ・シニアはアメリカへと飛んだ。
オバマ・シニアは23歳でマノアのハワイ大学に入学する。1961年2月、マウイ島でアン・ダナムと2度目の結婚をした。しかし、アンがオバマ・シニアは既婚であることを知るのはずっと後になってからである。同年8月、ジュニアが誕生した。
ハワイ大学を卒業して、ハーバード大学院に入学。ユダヤ系アメリカ人である女性と知り合い、経済学の修士課程修了後は彼女とともにケニアへ戻った。後にオバマ・シニアは彼女と3度目の結婚をしている。
1965年、オバマ・シニアは故郷であるケニアへ戻り、石油会社に就職した。またケニア運輸省でエコノミストを務める。後にケニア財務省の上級エコノミストにもなった。
同じ年に「我々の社会主義が直面する諸問題」という論文を発表し、国家プロジェクトの青写真を厳しく批判した。バラク・オバマの回想によれば、この論文は大統領との確執を招き、オバマ・シニアのキャリアを台無しにしてしまった。1969年、オバマ・シニアはその職を解かれ、要注意人物扱いを受けた。
オバマ・シニアは46歳のとき、ケニアのナイロビにおける人生で3度目の交通事故で命を落とした。